# TSV Elektronik Gornsdorf
Der TSV Elektronik Gornsdorf ist ein Sportverein aus der Gemeinde Gornsdorf im Erzgebirgskreis in Sachsen.  Der Verein besitzt unter anderem Sparten für Fußball, Tischtennis, Volleyball, Leichtathletik und Schach.

## Geschichte
Der Verein wurde 1921 als Sturm Gornsdorf gegründet. Nach der Auflösung aller Vereine durch die sowjetische Besatzungsmacht bildete sich 1945 als Nachfolgeverein die Sportgruppe (SG) Gornsdorf. Aus dieser wurde 1949 die BSG Konsum Meinersdorf, die aufgrund wechselnder Trägerbetriebe 1954 in BSG Fortschritt Gornsdorf, 1956 in BSG Motor Gornsdorf und 1974 in BSG Elektronik Gornsdorf umbenannt wurde. Der Name Elektronik Gornsdorf bezog sich auf den VEB Bauelemente der Nachrichtentechnik, der in der DDR zum Kombinat VEB Elektronische Bauelemente Teltow gehörte. 1990 wurde aus der BSG der Verein TSV Elektronik Gornsdorf.

## Fußballabteilung
In der Saison 1948/49 spielte die SG Gornsdorf in der Bezirksliga Chemnitz, die damals zur höchsten Ligenebene in der SBZ gehörte, und belegte in der Staffel 1 den 10. Platz. Diese Platzierung reichte nicht für die Qualifikation zur neuen Landesklasse Sachsen. In den Spielzeiten 1954/55, 
1955, 1956 und 1957 spielte die BSG aus Gornsdorf in der Bezirksliga Karl-Marx-Stadt, danach aber nur noch unterklassig.

## Tischtennisabteilung
Die Sektion Tischtennis der BSG wurde 1949 gegründet. Die Männermannschaft stieg 1970 in die Oberliga der DDR auf und wurde unter dem Namen BSG Elektronik Gornsdorf 1985, 1986 sowie 1990 Mannschaftsmeister der DDR. Die Herrenmannschaft des TSV Elektronik Gornsdorf spielte in der Saison 2024/25 in der Oberliga Mitte.

## Persönlichkeiten
- Bernd Buschmann (* 1967), Tischtennis-Nationalspieler
- Matthias Haustein (* 1965), Tischtennis-Nationalspieler
- Wolfgang Stein (* 1943), Tischtennis-Nationalspieler
- Dieter Stöckel (* 1945), Tischtennis-Nationalspieler